# Thomas Bayes
Thomas Bayes (ur. ok. 1702 w Londynie, zm. 17 kwietnia 1761 w Tunbridge Wells) – angielski matematyk i duchowny prezbiteriański, znany ze sformułowania opublikowanego pośmiertnie twierdzenia Bayesa, które to zapoczątkowało dział statystyki zwany statystyką bayesowską.

## Życiorys
Studiował na Uniwersytecie Edynburskim. Najistotniejsze jego dzieło „Essay Towards Solving a Problem in the Doctrine of Chances” zostało wydane po jego śmierci dzięki staraniom jego przyjaciela Richarda Price’a w roku 1763.

## Dzieła
- 1731: Divine Benevolence, or an Attempt to Prove That the Principal End of the Divine Providence and Government is the Happiness of His Creatures
- 1736: An Introduction to the Doctrine of Fluxions, and a Defence of the Mathematicians Against the Objections of the Author of the Analyst (anonimowo)

## Biografie
- Andrew I. Dale. „Most Honourable Remembrance: The Life and Work of Thomas Bayes”. ISBN 0-387-00499-8. Springer, 2003.
- Stephen M. Stigler. „Thomas Bayes’ Bayesian Inference,” Journal of the Royal Statistical Society, Series A, 145:250-258, 1982.
- Stephen M. Stigler. „Who Discovered Bayes’s Theorem?” The American Statistician, 37(4):290-296, 1983.